# Mauro Goicoechea
Mauro Goicoechea (Montevideo, 27 maart 1988) is een Uruguayaans doelman in het betaald voetbal. Hij verruilde Toulouse FC in 2021 voor Boston River SAD.

## Clubcarrière
Goicoechea stroomde in 2006 door vanuit de jeugd van Danubio. Hiervoor speelde hij vervolgens 75 competitiewedstrijden in het eerste elftal. Danubio verhuurde Goicoechea gedurende het seizoen 2012/13 aan AS Roma, waarvoor hij vijftien wedstrijden in de Serie A speelde. Hij maakte zijn debuut voor Roma op 31 oktober 2012, tegen Parma, als vervanger van de geblesseerde Maarten Stekelenburg. Toen Stekelenburg terugkwam van blessure, behield Goicoechea zijn plek als eerste doelman. Na het ontslag van coach Zdeněk Zeman en de aanstelling van Aurelio Andreazzoli won Stekelenburg zijn plek onder de lat terug.
2 Nicolaisen ·
3 McKenzie ·
4 Cresswell ·
5 Genreau ·
6 Akdağ ·
7 Aboukhlal ·
8 Sierro  ·
9 Magri ·
10 Gboho ·
12 Kamanzi ·
13 King ·
15 Dønnum ·
17 Suazo ·
19 Sidibé ·
20 Schmidt ·
21 Zajc ·
23 Cásseres ·
30 Domínguez ·
50 Restes ·
80 Babicka ·
Coach: Martínez